# Посёлок (роман)
«Посёлок» — фантастический роман советского писателя Кира Булычёва. Входит в цикл «Павлыш». В 1980 году первая часть в виде повести «Перевал» публиковалась в журнале «Знание — сила»; в 1988 году роман вышел полностью.
По мотивам первой части «Перевал» в 1988 году был снят мультипликационный фильм «Перевал», также были созданы 2 комикса. По мотивам второй части «За перевалом» был снят одноимённый веб-сериал.

## Сюжет

### Часть первая
На космическом корабле «Полюс» происходит взрыв реактора, экипажу приходится посадить корабль на перевал в горах на необитаемой планете. Радиация и сильный мороз вынуждают людей покинуть корабль. Из 76 человек страшный поход выдерживают 40. Спустившись с гор к лесу, они основывают посёлок. 
Спустя 16 земных лет из сорока спасшихся людей в живых осталось двенадцать (9 взрослых и 3 детей); в посёлке родилось тринадцать детей. Жители посёлка по мере возможности приспособились к условиям планеты, но они постоянно находятся на грани выживания. Болезни, опасные животные и растения негостеприимной планеты, скудное питание делают пребывание на планете невозможным в долгосрочной перспективе. Малочисленной колонии, не имеющей связи с остальным человечеством, грозит деградация: взрослые стареют, теряют здоровье и надежду, становится трудно передавать знания детям. Надежда людей связана с кораблём: во-первых, там остались ценные припасы, во-вторых, можно попытаться наладить связь и отправить сигнал бедствия. Но путь к перевалу опасен, несколько предыдущих попыток дойти до корабля провалились.
К кораблю отправляется очередная экспедиция — трое выросших детей (Олег, Марьяна, Дик) и сорокалетний Томас Хинд. К путникам прибивается местное животное, названное «козой». Она предупреждает людей об опасности, но однажды съедает почти все их продукты. Олега кусает «снежная блоха», укус которой вызывает кратковременное помрачение сознания. Дик связывает Олега и спешит за сбежавшей ночью «козой» с намерением убить её ради мяса; за ним идёт Марьяна, желающая предотвратить убийство. Ослабевший от простуды Томас жертвует собой, чтобы не позволить обезумевшему Олегу упасть с обрыва. Дик предлагает вернуться в посёлок, но остальные отказываются. Герои добираются до покинутого корабля — за годы после катастрофы радиация упала до неопасного уровня. Экспедиция собирает консервы, книги, оружие и другие необходимые вещи. На обратном пути они находят «козу» с тремя детёнышами и приводят в посёлок.

### Часть вторая
Земной корабль «Магеллан» оставил на планете группу из начальника экспедиции и геолога Клавдии Сун, радиста и повара Салли Госк, врача и биолога Владислава Павлыша. 
Люди в посёлке строят воздушный шар, чтобы с помощью него упростить маршрут до «Полюса». Сергеев (отец Марьяны) и Олег поднимаются на шаре выше облачного слоя. Сергеев замечает объект, который может быть только земным разведывательным зондом. Люди понимают, что на планете высадилась земная экспедиция. Дик, Марьяна и Казик отправляются на шаре к предположительному месту, откуда летел зонд. Воздушный шар долетает до леса, но цепляется за исполинское дерево. При спуске с дерева Марьяна ломает ногу.
Тем временем в посёлке вспоминают, что планетарный катер на борту «Полюса» не повреждён и снабжён действующей радиоаппаратурой. Это было не важно раньше, так как аппаратура не обеспечивала космической связи, но теперь в случае успеха она могла позволить связаться с экспедицией на планете. Олег и Сергеев отправляются в поход к «Полюсу». Они спешат, предполагая, что группа Дика могла попась в беду, но сбиваются с пути из-за раннего снегопада. 
Команда «Магеллана» ведёт исследования, не подозревая о существовании колонии. Павлыш находит останки шара, но принимает его за природный объект. Клавдия просит Павлыша слетать в горы, где один из зондов обнаружил странную аномалию, которой оказывается пропавший без вести звездолёт «Полюс». На звездолёте Павлыш находит следы присутствия ребят, но решает, что уцелевшие при аварии члены экипажа тоже погибли, а последний из выживших перед смертью сошёл с ума. В соответствии с инструкцией, запрещающей оставлять на планетах следы пребывания землян, Клавдия поручает Павлышу и Салли уничтожить звездолёт. Однако Павлыш медлит: после повторного осмотра «Полюса» он убеждается, что часть экипажа спаслась и в спешке покинула корабль, а относительно недавно кто-то на корабль возвращался, что кажется невероятным. С Клавдией пропадает связь, Павлыш и Салли срочно возвращаются на станцию. 
Спустившийся с дерева Дик посылает Казика к станции за помощью, но за Казиком увязывается стая «шакалов», а Клавдия, обезумевшая из-за укуса «снежной блохи», не пускает его в купол станции, устраивает внутри разгром и не выходит на связь с коллегами. Павлыш и Салли находят бесчувственную Клавдию, отдают приказ роботам сворачивать станцию и вылетают к орбитальному бую, чтобы передать сигнал бедствия «Магеллану» и эвакуироваться с планеты.  Дик находит умирающего Казика, и переносит его и Марьяну в купол. Клавдия в полёте приходит в себя и рассказывает о нападении обезьяны на купол. Павлыш сопоставляет все обнаруженные на планете странности, теперь он уверен, что на планете есть выжившие люди. Они возвращаются к станции. Там они обнаруживают детей и оказывают им помощь. Салли и Дик летят в посёлок, люди приветствуют своих спасителей. Затем они вылетают к перевалу и находят Олега и Сергеева, потерявших зрение из-за снежной слепоты, которые из последних сил на ощупь бредут к «Полюсу».

## Экранизация
В 1988 году вышел мультипликационный фильм «Перевал» режиссёра Владимира Тарасова. Экранизация была неоднозначно оценена автором романа.

## Публикации
- Кир Булычёв. Посёлок. — М. : Детская литература, 1988. — 334 с. — (Библиотека приключений и научной фантастики (Детлит)). — 300 000 экз. — ISBN 5-08-000928-4, 5-08-0003-595-1.
- Кир Булычёв. Посёлок. — М. : Воздушный транспорт, 1989. — 248 с. — 150 000 экз.
- Кир Булычёв. Закон для дракона. — М. : Хронос, 1993. — 416 с. — (Булычёв Кир. Полное собрание сочинений). — 50 000 экз. — ISBN 5-85482-004-8.
- Кир Булычёв. Посёлок. — М. : Детская литература, 1993. — 334 с. — 300 000 экз. — ISBN 5-08-0003-595-1.
- Кир Булычёв. Посёлок. Подземелье ведьм. — Дружба народов, 1996. — 416 с. — (Библиотека фантастики в 24-х томах Том 13-й). — 20 000 экз. — ISBN 5-285-00267-2.
- Кир Булычёв. Перевал. — СПб., М. : Азбука. Терра - Книжный клуб, 1997. — 480 с. — (Русское поле). — 15 000 экз. — ISBN 5-7684-0405-8.
- Кир Булычёв. Закон для дракона. — М. : АСТ, 2000. — 448 с. — (Миры Кира Булычёва). — 10 000 экз. — ISBN 5-237-04547-2.
- Кир Булычёв. Посёлок. — М. : Астрель, 2001. — 334 с. — (Мастера). — 10 000 экз. — ISBN 5-17-009546-5, 5-271-03120-9.
- Кир Булычёв. Доктор Павлыш. — М. : АСТ, 2002. — 864 с. — (Классика отечественной фантастики). — 10 000 экз. — ISBN 5-17-014956-5.
- Кир Булычёв. Посёлок. — М. : Эксмо, 2005. — 896 с. — (Классика отечественной фантастики). — 5000 + 3000 экз. — ISBN 978-5-699-12484-8, 5-699-12484-5.